# Hank Landry
Henry "Hank" Landry è un personaggio dell'universo fittizio di Stargate.
Hank Landry è protagonista della nona e decima stagione di Stargate SG-1 e nei due Direct-to-DVD tratti dalla serie: Stargate: L'arca della verità e Stargate: Continuum. Inoltre appare in alcuni episodi di Stargate Atlantis. Attualmente Landry ricopre il ruolo di Generale nella Air Force statunitense e dirige il Comando Stargate nel complesso di Cheyenne Mountain.

## Biografia
Landry nacque il 6 ottobre 1945 a Sacramento. Partecipò alla Guerra del Vietnam con il grado di Capitano nella 82ª Divisione Aerea pilotando elicotteri Bell UH-1 Iroquois; si occupava del trasporto truppe e rifornimenti, partecipando anche ad alcune missioni pericolose. Dopo la guerra del Vietnam fu promosso Maggiore e prese parte ad operazioni militari a Grenada, in Kosovo e nel Golfo Persico. Landry crebbe velocemente di grado passando prima al grado di Colonnello, poi di Generale.
Il Generale Landry fu assegnato al Comando Stargate (SGC) dal Presidente Henry Hayes, essendo stato indicato dal Generale Jack O'Neill come il più adatto a quel ruolo. Hank Landry è un intimo amico di O'Neill e del Generale George Hammond.
Landry ha una figlia, Carolyn Lam, che dirige il reparto medico al SGC, avuta dalla ex-moglie Kim Lam, con cui ha divorziato nel 1993. Il divorzio ha deteriorato i rapporti anche con la figlia, ma dopo la convivenza sul luogo di lavoro al Comando, Landry decise di riallacciare i rapporti con la figlia e la moglie Kim.